# Мауро Каморанезі
Мауро Каморанезі (італ. Mauro Germán Camoranesi, нар. 4 жовтня 1976, Танділь) — італійський футболіст аргентинського походження, півзахисник клубу «Ланус».
Насамперед відомий виступами за клуб «Ювентус», а також національну збірну Італії.
Чемпіон Італії. Дворазовий володар Суперкубка Італії з футболу. У складі збірної — чемпіон світу.

## Клубна кар'єра
Вихованець юнацьких команд аргентинських футбольних клубів «Танділь» та «Атлетіко Альдосіві».
У дорослому футболі дебютував 1995 року виступами за команду мексиканського клубу «Сантос Лагуна», в якій провів один сезон, взявши участь у 22 матчах чемпіонату.
Згодом з 1996 по 2000 рік грав у складі команд низки інших латиноамериканських клубів — уругвайського «Монтевідео Вондерерс», аргентинського «Банфілда» та мексиканського «Крус Асуль».
2000 року переїхав до Італії, уклавши контракт з клубом «Верона», у складі якого відразу став основним гравцем півзахисту команди і провів два сезони.
Своєю грою за веронську команду привернув увагу представників тренерського штабу клубу «Ювентус», до складу якого приєднався 2002 року. Відіграв за «стару синьйору» наступні вісім сезонів своєї ігрової кар'єри. Більшість часу, проведеного у складі «Ювентуса», був основним гравцем команди. За цей час додав до переліку своїх трофеїв два титули володаря Суперкубка Італії з футболу, ставав чемпіоном Італії.
Протягом 2010—2011 років захищав кольори команди німецького клубу «Штутгарт».
2011 року повернувся на батьківщину, до Аргентини, де приєднався до складу клубу «Ланус». Наразі встиг відіграти за команду з Лануса 26 матчів в національному чемпіонаті.

## Виступи за збірну
Перейшовши до «Ювентуса» у 2002 році Каморанезі привернув увагу тренерів національної збірної Італії та невдовзі отримав запрошення до головної команди Італії. Гравець, що мав аргентинське громадянство, не викликався до збірних команди Аргентини і прийняв цю пропозицію. Оскільки Каморанезі походив з родини італійських емігрантів, складностей з отриманням італійського громадянства не виникло і вже 2003 року гравець дебютував в офіційних матчах у складі італійської збірної.
Наразі провів у формі головної команди країни 55 матчів, забивши 5 голів.
У складі збірної був учасником чемпіонату Європи 2004 року у Португалії, чемпіонату світу 2006 року у Німеччині, здобувши того року титул чемпіона світу, чемпіонату Європи 2008 року в Австрії та Швейцарії, а також чемпіонату світу 2010 року у ПАР.
| Дата       | Місто              | Господарі            | Результат             | Гості         | Турнір                | Голи | Примітки       |
| ---------- | ------------------ | -------------------- | --------------------- | ------------- | --------------------- | ---- | -------------- |
| 12/02/2003 | Генуя              | Італія               | 1 – 0                 | Португалія    | товариський матч      | -    |                |
| 29/03/2003 | Палермо            | Італія               | 2 – 0                 | Фінляндія     | Відбір до ЧЄ 2004     | -    |                |
| 20/08/2003 | Штутгарт           | Німеччина            | 0 – 1                 | Італія        | товариський матч      | -    |                |
| 06/09/2003 | Мілан              | Італія               | 4 – 0                 | Уельс         | Відбір до ЧЄ 2004     | -    |                |
| 10/09/2003 | Белград            | Сербія та Чорногорія | 1 – 1                 | Італія        | Відбір до ЧЄ 2004     | -    |                |
| 11/10/2003 | Реджо-Калабрія     | Італія               | 4 – 0                 | Азербайджан   | Відбір до ЧЄ 2004     | -    |                |
| 31/03/2004 | Брага (Португалія) | Португалія           | 1 – 2                 | Італія        | товариський матч      | -    |                |
| 30/05/2004 | Туніс (місто)      | Туніс                | 0 – 4                 | Італія        | товариський матч      | -    |                |
| 14/06/2004 | Гімарайш           | Данія                | 0 – 0                 | Італія        | ЧЄ 2004 - 1-й етап    | -    |                |
| 18/06/2004 | Порту              | Італія               | 1 – 1                 | Швеція        | ЧЄ 2004 - 1-й етап    | -    |                |
| 09/10/2004 | Цельє              | Словенія             | 1 – 0                 | Італія        | Відбір до ЧС 2006     | -    |                |
| 26/03/2005 | Мілан              | Італія               | 2 – 0                 | Шотландія     | Відбір до ЧС 2006     | -    |                |
| 04/06/2005 | Осло               | Норвегія             | 0 – 0                 | Італія        | Відбір до ЧС 2006     | -    |                |
| 03/09/2005 | Глазго             | Шотландія            | 1 – 1                 | Італія        | Відбір до ЧС 2006     | -    |                |
| 07/09/2005 | Мінськ             | Білорусь             | 1 – 4                 | Італія        | Відбір до ЧС 2006     | 1    |                |
| 08/10/2005 | Палермо            | Італія               | 1 – 0                 | Словенія      | Відбір до ЧС 2006     | -    |                |
| 12/11/2005 | Амстердам          | Нідерланди           | 1 – 3                 | Італія        | товариський матч      | 1    |                |
| 16/11/2005 | Женева             | Італія               | 1 – 1                 | Кот-д'Івуар   | товариський матч      | -    |                |
| 01/03/2006 | Флоренція          | Італія               | 4 – 1                 | Німеччина     | товариський матч      | -    |                |
| 31/05/2006 | Женева             | Швейцарія            | 1 – 1                 | Італія        | товариський матч      | -    |                |
| 02/06/2006 | Лозанна            | Італія               | 0 – 0                 | Україна       | товариський матч      | -    |                |
| 12/06/2006 | Ганновер           | Італія               | 2 – 0                 | Гана          | ЧС 2006 - 1-й етап    | -    |                |
| 22/06/2006 | Гамбург            | Чехія                | 0 – 2                 | Італія        | ЧС 2006 - 1-й етап    | -    |                |
| 30/06/2006 | Гамбург            | Італія               | 3 – 0                 | Україна       | ЧС 2006 - чвертьфінал | -    |                |
| 04/07/2006 | Дортмунд           | Німеччина            | 0 – 2 д.ч.            | Італія        | ЧС 2006 - півфінал    | -    |                |
| 09/07/2006 | Берлін             | Італія               | 1 – 1 д.ч. (5-3 п.п.) | Франція       | ЧС 2006 - Фінал       | -    | Чемпіони світу |
| 07/10/2006 | Рим                | Італія               | 2 – 0                 | Україна       | Відбір до ЧЄ 2008     | -    |                |
| 11/10/2006 | Тбілісі            | Грузія               | 1 – 3                 | Італія        | Відбір до ЧЄ 2008     | 1    |                |
| 15/11/2006 | Бергамо            | Італія               | 1 – 1                 | Туреччина     | товариський матч      | -    |                |
| 28/03/2007 | Барі               | Італія               | 2 – 0                 | Шотландія     | Відбір до ЧЄ 2008     | -    |                |
| 08/09/2007 | Мілан              | Італія               | 0 – 0                 | Франція       | Відбір до ЧЄ 2008     | -    |                |
| 12/09/2007 | Київ               | Україна              | 1 – 2                 | Італія        | Відбір до ЧЄ 2008     | -    |                |
| 17/11/2007 | Глазго             | Шотландія            | 1 – 2                 | Італія        | Відбір до ЧЄ 2008     | -    |                |
| 26/03/2008 | Ельче              | Іспанія              | 1 – 0                 | Італія        | товариський матч      | -    |                |
| 30/05/2008 | Флоренція          | Італія               | 3 – 1                 | Бельгія       | товариський матч      | 1    |                |
| 09/06/2008 | Берн               | Нідерланди           | 3 – 0                 | Італія        | ЧЄ 2008 - 1-й етап    | -    |                |
| 13/06/2008 | Цюрих              | Італія               | 1 – 1                 | Румунія       | ЧЄ 2008 - 1-й етап    | -    |                |
| 17/06/2008 | Цюрих              | Франція              | 0 – 2                 | Італія        | ЧЄ 2008 - 1-й етап    | -    |                |
| 22/06/2008 | Відень             | Іспанія              | 0 – 0 д.ч. (4-2 п.п.) | Італія        | ЧЄ 2008 - чвертьфінал | -    |                |
| 06/09/2008 | Ларнака            | Кіпр                 | 1 – 2                 | Італія        | Відбір до ЧС 2010     | -    |                |
| 10/09/2008 | Удіне              | Італія               | 2 – 0                 | Грузія        | Відбір до ЧС 2010     | -    |                |
| 19/11/2008 | Афіни              | Греція               | 1 – 1                 | Італія        | товариський матч      | -    |                |
| 10/02/2009 | Лондон             | Бразилія             | 2 – 0                 | Італія        | товариський матч      | -    |                |
| 10/06/2009 | Преторія           | Італія               | 4 – 3                 | Нова Зеландія | товариський матч      | -    |                |
| 15/06/2009 | Преторія           | США                  | 1 – 3                 | Італія        | Кубок Конфедерацій    | -    |                |
| 21/06/2009 | Преторія           | Італія               | 0 – 3                 | Бразилія      | Кубок Конфедерацій    | -    |                |
| 12/08/2009 | Базель             | Швейцарія            | 0 – 0                 | Італія        | товариський матч      | -    |                |
| 05/09/2009 | Тбілісі            | Грузія               | 0 – 2                 | Італія        | Відбір до ЧС 2010     | -    |                |
| 09/09/2009 | Турин              | Італія               | 2 – 0                 | Болгарія      | Відбір до ЧС 2010     | -    |                |
| 10/10/2009 | Дублін             | Ірландія             | 2 – 2                 | Італія        | Відбір до ЧС 2010     | 1    |                |
| 14/10/2009 | Парма              | Італія               | 3 – 2                 | Кіпр          | Відбір до ЧС 2010     | -    |                |
| 14/11/2009 | Пескара            | Італія               | 0 – 0                 | Нідерланди    | товариський матч      | -    |                |
| 18/11/2009 | Чезена             | Італія               | 1 – 0                 | Швеція        | товариський матч      | -    |                |
| 14/06/2010 | Кейптаун           | Італія               | 1 – 1                 | Парагвай      | ЧС 2010 - 1-й етап    | -    |                |
| 20/06/2010 | Мбомбела           | Італія               | 1 – 1                 | Нова Зеландія | ЧС 2010 - 1-й етап    | -    |                |
| Усього     |                    | Матчів (36 місце)    | 55                    |               | Голів                 | 5    |                |

## Титули і досягнення

### Командні
- Володар Суперкубка Італії з футболу (2):

«Ювентус»: 2002, 2003
- Чемпіон Італії (1):

«Ювентус»: 2002–03
- Чемпіон Італії (скасовано):

«Ювентус»: 2004–05
- Чемпіон світу (1): 2006

### Особисті
- Футболіст року в Італії (Guerin Sportivo) (1):

2008